# レノン (アルバム)
『レノン』 (LENNON) は、1990年にリリースされた、ジョン・レノンのソロ公式発表曲、73曲を収録したCD4枚とカラーブックレット付きのボックス・セットである。ジョンの没後10周年盤として発売された、  英米でチャート・インを果たせなかったが、 日本ではオリコンのアルバムチャートで最高53位記録している。 現在廃盤となっている。日本でのカタログ・ナンバーはTOCP-6281〜84（9800円（税込み））。

## ジャケット
ボックスジャケットには、「LENNON」と強いボールドのかかったゴシック体のロゴが左側に縦に横書きされている。
ボックスジャケット写真にはジョンが旧軽井沢に滞在していたときに西丸文也により撮影されたもので、麦わら帽子に丸形サングラスの姿で顎に手を当ててポーズを取っている。それぞれのCDにはバミューダなどの別々の写真が使われている。

## 収録曲
日本語タイトルは現在使われているものとは多少異なる表記がされている楽曲も存在するが、本記事では当時のタイトルを採用している。
アルバム『ジョンの魂』収録曲からは全曲、『イマジン』と『心の壁、愛の橋』は大半の楽曲が収録されている。スタジオ録音アルバム中、最も少ない選曲となった『サムタイム・イン・ニューヨーク・シティ』は、シングル曲とレノン単独作が選ばれている。『ダブル・ファンタジー』『ミルク＆ハニー』は、ジョンのヴォーカル曲のみが全曲収録された。
1969年のライヴ盤『平和の祈りをこめて』収録の4曲は、本BOXセット発売時点では初CD化音源であり、オーディエンス・ノイズが重ねられた別編集版で収録。死後DJMより発売されたエルトン・ジョンとの共演ライヴEPの3曲（本BOXセットDisc 3 の最後の3曲）と、「Every Man Has a Woman Who Loves Him」（ヨーコの曲をカヴァー）はレノン名義のアルバムとしては初収録（前者は初CD化）。
当初「ラヴ」は1982年のリミックス・シングル・バージョン、「スターティング・オーヴァー」はプロモーション用12"収録のロング・バージョンを収録予定だったが、実現されなかった。Disc 4には、先立って1988年に『イマジン (オリジナル・サウンドトラック)』で発表されていた「リアル・ラブ」も収録し、当時発表されている1980年録音の音源を網羅するという予定もあったが、同じく実現しなかった。

### Disc-1
1. 平和を我等に - Give Peace A Chance
2. ブルー・スウェード・シューズ - Blue Suede Shoes
3. マネー - Money(That's What I Want)
4. ディジー・ミス・リジー - Dizzy Miss Lizzy
5. ヤー・ブルース - Yer Blues
6. 冷たい七面鳥 - Cold Turkey
7. インスタント・カーマ - Instant Karma!
8. 母 - Mother
9. しっかりジョン - Hold On
10. 悟り - I Found Out
11. 労働階級の英雄 - Working Class Hero
12. 孤独 - Isolation
13. 思い出すんだ - Remember
14. 愛 - Love
15. ウェル・ウェル・ウェル - Well Well Well
16. ぼくを見て - Look At Me
17. 神 - God
18. 母の死 - My Mummy's Dead
19. パワー・トゥ・ザ・ピープル - Power To The People
20. ウェル（ベイビー・プリーズ・ドント・ゴー） - Well(Baby Please Don't Go)

### Disc-2
1. イマジン - Imagine
2. クリップルド・インサイド - Crippled Inside
3. ジェラス・ガイ - Jealous Guy
4. イッツ・ソー・ハード - It's So Hard
5. 真実が欲しい - Give Me Some Truth
6. オー・マイ・ラヴ - Oh My Love
7. 眠れるかい? - How Do You Sleep?
8. ハウ? - How?
9. オー・ヨーコ - Oh Yoko!
10. ハッピー・クリスマス（戦争は終った） - Happy Xmas(War Is Over)
11. 女は世界の奴隷か! - Woman Is The Nigger Of The World
12. ニューヨーク・シティ - New York City
13. ジョン・シンクレア - John Sinclair
14. カム・トゥゲザー - Come Together
15. ハウンド・ドッグ - Hound Dog
16. マインド・ゲームス - Mind Games
17. あいすません - Aisumasen (I'm Sorry)
18. ワン・デイ - One Day (At A Time)
19. インテューイション - Intuition
20. アウト・ザ・ブルー - Out The Blue

### Disc-3
1. 真夜中を突っ走れ - Whatever Gets You Thru The Night
2. 愛を生きぬこう - Going Down On Love
3. 枯れた道 - Old Dirt Road
4. 果てしなき愛 - Bless You
5. 心のしとねは何処 - Scared
6. 夢の夢 - #9 Dream
7. 予期せぬ驚き - Surprise，Surprise (Sweet Bird Of Paradox)
8. 鋼のように、ガラスの如く - Steel And Glass
9. 愛の不毛 - Nobody Loves You (When You're Down And Out)
10. スタンド・バイ・ミー - Stand By Me
11. エイント・ザット・ア・シェイム - Ain't That A Shame
12. 踊ろよベイビー - Do You Want To Dance
13. スウィート・リトル・シックスティーン - Sweet Little Sixteen
14. スリッピン・アンド・スライディン - Slippin'And Slidin'
15. エンジェル・ベイビー - Angel Baby
16. ジャスト・ビコーズ - Just Because
17. 真夜中を突っ走れ (ライブ・ヴァージョン) - Whatever Gets You Thru The Night (Live)
18. ルーシー・イン・ザ・スカイ・ウィズ・ダイアモンズ - Lucy In The Sky With Diamonds
19. アイ・ソー・ハー・スタンディング・ゼア - I Saw Her Standing There

### Disc-4
1. スターティング・オーヴァー - (Just Like) Starting Over
2. クリーンアップ・タイム - Cleanup Time
3. アイム・ルージング・ユー - I'm Loosing You
4. ビューティフル・ボーイ - Beautiful Boy (Darling Boy)
5. ウォッチング・ザ・ホイールズ - Watching The Wheels
6. ウーマン - Woman
7. 愛するヨーコ - Dear Yoko
8. アイム・ステッピング・アウト - I'm Stepping Out
9. アイ・ドント・ウォナ・フェイス・イット - I Don't Wanna Face It
10. ノーバディ・トールド・ミー - Nobody Told Me
11. ボロウド・タイム - Borrowed Time
12. マイ・リトル・フラワー・プリンセス - (Forgive Me) My Little Flower Princess
13. ジョンとヨーコの仲間たち - Every Man Has a Woman Who Loves Him  (Yoko Ono)
14. グロウ・オールド・ウィズ・ミー - Grow Old With Me